# セントジョンの鐘
「セントジョンの鐘」（セントジョンのかね、"The Bells of Saint John"）は、イギリスのSFドラマ『ドクター・フー』の第7シリーズ第6話であり、第7シリーズ後半の最初のエピソード。イギリスでは BBC One で2013年3月30日に放送された。脚本はスティーヴン・モファット、監督はコルム・マッカーシーが担当した。
本作ではクララ・オズワルド役でジェナ・ルイーズ・コールマンが三度目の出演を果たしたが、11代目ドクターの新コンパニオンとして正式に出演したのは今回が始めである。本作では西暦1207年に滞在していた異星人のタイムトラベラー11代目ドクター（演:マット・スミス）が2013年のクララから電話を受け、これまで二度遭遇して二度とも死なせてしまった彼女の三人目に会いに行く。三人目のクララと出会った直後、彼はキズレット（演:セリア・イムリー）と彼女を支配するグレート・インテリジェンスの陰謀に巻き込まれる。彼らは世界中のWi-Fiを使ってサーバーズと呼ばれるロボットを介し、人類の魂をデータクラウド上にアップロードして収集していた。
「セントジョンの鐘」は都市を舞台としたスリラーとしてデザインされ、生活のどこにでもある物が邪悪なものと化すことをテーマとしている。視聴者数はイギリス国内で844万人に達した。批評家の中にはプロットと敵の脅威に不満を抱く者もいたが、一般に肯定的な評価を受けた。

## プロット

### 前日譚
2013年3月23日、BBCはスティーヴン・モファットが執筆した短い前日譚のビデオを公開した。この先日譚では、11代目ドクターが子ども用のブランコに腰掛けていたところある少女と出会う様子が描かれている。2人は物を失うことについて話し合い、ドクターは二度大切な人物を失ったと主張し、そのうち見つけられるだろうと希望を抱く。少女は無くし物をした際に静かな場所に行って思考を巡らせればどこに置いたかを思い出せると告げ、親に連れられて公園から去っていく。その際、彼女がクララ・オズワルドであることが明かされる。

### 連続性
クララが家庭教師先の生徒アーティに貸した小説 Summer Falls はアメリア・ウィリアムズの著書、すなわちドクターの先代コンパニオンであるエイミー・ポンドの著書である。エイミーは21世紀で旅の記録を本にしており、その後は20世紀前半で娘リヴァー・ソングの探偵小説の編集を担当した
グレート・インテリジェンスは前話「スノーメン」に続いて新シリーズで二度目の登場を果たした。「スノーメン」の舞台であった1892年から今回の2013年までの間、グレート・インテリジェンスは1930年代のヒマラヤ山脈で2代目ドクターと遭遇し、1970年代にロンドン地下鉄で再び遭遇した。
クララにドクターの電話番号を教えた女性店員は第8シリーズ「深呼吸」でその存在が浮上する。12代目ドクターは自身とクララの間を仲介する何者かがいると考えており、「天国での死」でその正体がミッシーであると明かされる。

## 製作

### 脚本
脚本家スティーヴン・モファットは『ドクター・フー』が伝統的に身の回りに遍在する物を題材にしてきたことに触れ、これまで誰も着手になかったWi-Fiを不吉な存在にすることに決めた。しかし、テクノロジーに関する警鐘を鳴らす意図はなく、視聴者に身近なものを利用した新たな異星人の侵略を描きたかったという。既に舞台は現代のロンドンに決まっていたため、プロデューサーのマルス・ウィルソンはクララとWi-Fiの怪物を登場させるために本作を都市を舞台にしたスリラー作品にすることを提案した。モファットはこのスタイルをジェームズ・ボンドや映画『ボーン・アイデンティティー』になぞらえており、彼曰く本作は恐怖を演出する物語というよりはアクション志向のエピソードである。

### 配役

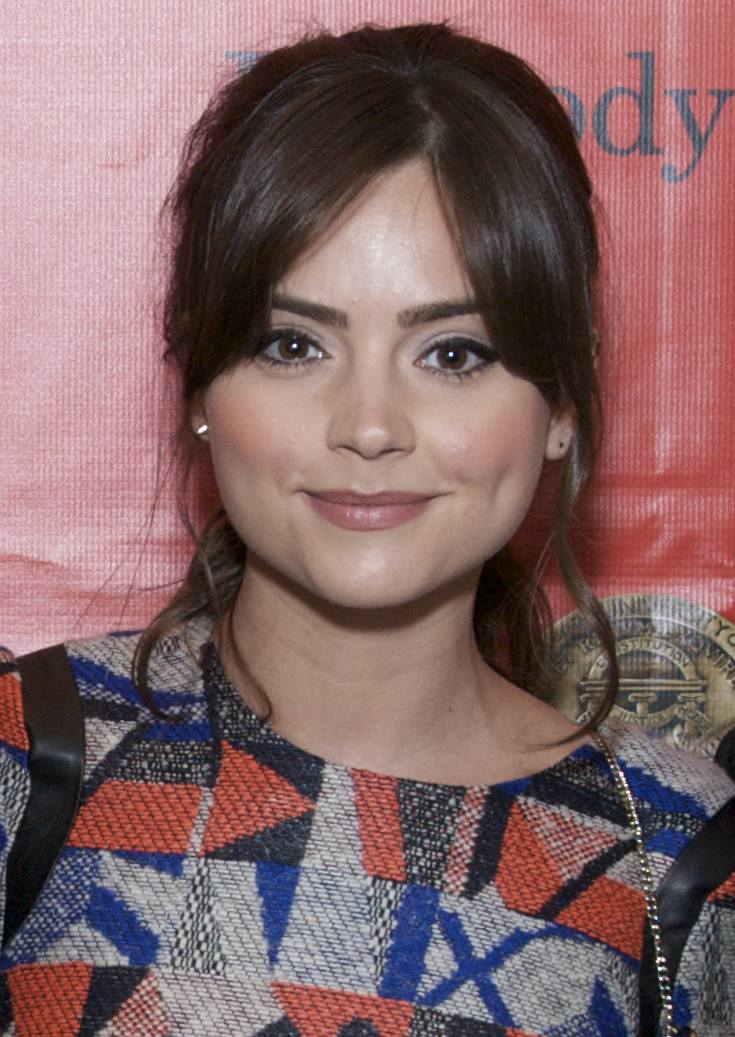
ジェナ・ルイーズ・コールマン

ジェナ・ルイーズ・コールマンは新コンパニオン役の女優として告知されていたが、それ以前にもオズウィンとクララの役で「ダーレク収容所」と「スノーメン」に出演していた。「セントジョンの鐘」からは「スノーメン」にカメオ出演した新コンパニオンが本格的に登場することになる。コールマンはクララの謎に結末がもたらされると信じてそれぞれのクララを演じた。モファットは本作に登場したクララを「より現実世界的だ」と説明し、俳優マット・スミスはクララが宇宙に対するドクターの好奇心に再び火を点けて彼の魅力を取り戻す人物であると主張した。

### 撮影
「セントジョンの鐘」の代本の読み合わせは2012年9月19日に Roath Lock で行われた。本作は『ドクター・フー』で初めてコルム・マッカーシーが監督を担い、10月8日に撮影が開始された。撮影地はロンドンのウェストミンスター橋やテムズ川沿いで行われ、ロンドンのロケ地でのオートバイのシーンは2012年10月16日に撮影された。屋上のシーンはグレンジ・セント・ポールズ・ホテルで撮影された。元々ロケ地はコヴェント・ガーデンが意図されていたが、キズレットの本拠地であるザ・シャードが良く見えるということで変更された。

## 放送と反応
「セントジョンの鐘」はイギリス国内では2013年3月30日に BBC One で初放送され、同日にアメリカ合衆国のBBCアメリカとカナダのSpaceで放送された。翌日、オーストラリアではABC1で、南アフリカ共和国ではBBCエンターテインメントで放送された4月11日にはニュージーランドでPrimeにて放送された。日本では放送されていないが、2013年11月23日から『ドクター・フー』の第5シリーズから第7シリーズにかけての独占配信がHuluで順次開始され、「セントジョンの鐘」は2014年に配信が開始された。
イギリスでは当夜の視聴者数は618万人を記録し、ピーク時には668万人に達した。番組視聴占拠率は29.8%で、その夜では3番目に高い値を残した。タイムシフト視聴者を加算すると視聴者数は844万人に上り、その週の BBC One の番組で第2位を記録した。BBC iPlayer では3月に96万リクエストと4月に130万リクエストを記録し、Appreciation Index は87を記録した。2013年でのiPlayer上での再生回数は261万回に達した。

### 批評家の反応
「セントジョンの鐘」は一般に肯定的にレビューされたが、ストーリーが詰まらないと感じた批評家もいた。
SFXのニック・セッチフィールドは本作に星4つ半を与え、ビジュアルスタイルやプロット、スミスやコールマンおよびセリア・イムリーの演技に肯定的であった。ラジオ・タイムズのパトリック・マルケーンはコールマンが真っ直ぐなコンパニオンとしてクララを演じたことに喜び、スミスと彼女の相性を強調した。彼は本作が現代ロンドンを舞台にした非常に楽しめるエピソードであると綴り、アイディアの映像化のされ方を称賛した。MSNのヒラリー・ワードルは星4つを与え、テンポが速いこととプロットが「テレビの中に住む女」（2006年）に似ていることを指摘しつつも、非常に良い出来だと高評価した。彼女はスミスとコールマンの相性の良さにも喜んだ。
デイリー・テレグラフのベン・ローレンスは本作に星4つを与え、原題の視聴者には遥かに魅惑的だと述べ、『ドクター・フー』が常に番組自体を再発明する様子を見せてくれたと主張した。オブザーバー紙のユアン・ファーガソンも同様の主張をした。彼は本作が良い悪役に恵まれていて華麗だと綴ったが、プロットは理解するには"正気とは思えないほど複雑だ"と感じた。デジタル・スパイのモーガン・ジェフェリーも「セントジョンの鐘」に星4つを付け、悪役の脅威には不満が残ると綴り、サーバーズの外見も記憶に残らないものだと述べた。しかし、彼は他の要素は素晴らしいと述べ、特にクララの新しいキャラクター作りを称賛した。IGNのマーク・スノーは本作に10点満点中8.2点を付けた。彼はWi-Fiのコンセプトを称賛したがサーバーズのせいでつまらなくなっていると述べ、宣伝よりも地味に感じたという。
The A.V. Club のアラスデア・ウィルキンスは本作をBと評価し、本作の悪役の脅威が前作「スノーメン」と同様にクララを確立されるための二次的なものであったため、プロットには苦労が見られたと指摘した。また、彼は本作に登場したWi-Fi技術が現実的でないと批判し、選んだジャンルに説得力がないとも指摘した。しかし、彼はそれでも良い演技に恵まれた楽しいエピソードであるとコメントした。ガーディアン紙のダン・マーティンは本作に失望し、ロンドンの象徴的なロケ地を使ってはいるが「スノーメン」の後では目立つ箇所がないと述べた。彼は本作の敵やプロットが過去のエピソードに似ているとも指摘したが、新コンパニオンのクララを導入するためには"一般的"なオープニングエピソードが良いだろうと感じ、事実本作で成功したと捉えた。インデペンデント紙のニーラ・デブナスも同様の感想を抱き、宣伝ほどの作品ではなく、また過去のエピソードの要素を複数再利用していると感じた。デイリー・ミラー紙のジョン・クーパーは、良い所もあったが以前のエピソードには届かなかったと批評した。彼は雰囲気の新しい発展を歓迎した一方、要素が窮屈すぎるとも感じた。また、コールマンを高く評価したものの、クララが先代コンパニオンのエイミー・ポンド（演:カレン・ギラン）と似すぎていることを懸念した。
Doctor Who Magazine ではグラハム・キブル＝ホワイトが肯定的なレビューをし、「趣のあるエキサイティングな『ドクター・フー』だ」と表現した。彼はアクションシーンの勢いとこれまでのシリーズの盛り上がりが継続している点を高く評価し、またクララがエイミーの本を読んでいることに意味はないが嬉しいものがあるとコメントした。サーバーズについては「言われたフレーズを繰り返すことしかできない『ドクター・フー』の世界の歩兵でしかないのに拘わらず、非常に効果的な脅威だ」と評価した。ただし、彼はクララがターディスをスノッギング・ブースだと解釈したのは24歳の女性ではなく13歳の少年の発想だと批判した。